# Chiesa di Santa Maria a Crespole
La chiesa di Santa Maria si trova a Crespole, nel comune di San Marcello Piteglio.
Di origine romanica, è stata completamente trasformata nell'interno fra Sei e Settecento.